# Gymnophthalmidae
Gymnophthalmidae је фамилија гуштера са преко 250 врста. Велики број обухваћених родова је монотипски. 

## Опис и екологија
Фамилија Gymnophthalmidae је сродна са фамилијом Teiidae, али морфолошки наликују скинковима са глатком крљушти. Представници ове фамилије су углавном мали гуштери, а многе врсте имају смањене удове. Задњи екстремитети су им редуковани или одсуствују, а не предњи, као код већине гуштера. 
Gymnophthalmidae насељавају разнолика станишта, од пустиња преко планина до кишних шума, широм Средње и Јужне Америке. Обично су становници шумског дна или влажних подручја повезаних са тропским шумама. Активни су било ноћу или испрекидано током дана. Ови гуштери се хране углавном инсектима и другим бескичмењацима, а све врсте полажу јаја. Неке су врсте способне да роне ради избегавања предатора. 

## Класификација
- Acratosaura
- Adercosaurus
- Alexandresaurus
- Amapasaurus
- Anadia
- Andinosaura
- Anotosaura
- Arthrosaura
- Bachia
- Calyptommatus
- Caparaonia
- Cercosaura
- Colobodactylus
- Colobosaura
- Colobosauroides
- Dendrosauridion
- Dryadosaura
- Echinosaura
- Ecpleopus
- Euspondylus
- Gelanesaurus
- Gymnophthalmus
- Heterodactylus
- Iphisa
- Kaieteurosaurus
- Leposoma
- Loxopholis
- Macropholidus
- Marinussaurus
- Micrablepharus
- Neusticurus
- Nothobachia
- Oreosaurus
- Pantepuisaurus
- Petracola
- Pholidobolus
- Placosoma
- Potamites
- Procellosaurinus
- Proctoporus
- Psilops
- Rhachisaurus
- Riama
- Riolama
- Rondonops
- Scriptosaura
- Selvasaura
- Stenolepis
- Tretioscincus
- Vanzosaura
- Yanomamia